# やまか (お笑い芸人)
やまか（1970年9月27日 - ）は、吉本興業広島事務所所属のピン芸人。

## プロフィール
- 広島県深安郡神辺町出身[2]。身長157cm、体重48kg[1]。
- 広島NSC（吉本総合芸能学院）2期生。
- 特技は、人見知りしない[1]。
- バツイチである。
- コーナーではよく他の芸人にいじられる。
- オーバーオールに大きな蝶ネクタイの衣装で舞台に立つ事が多い。
- ハゲであることを使ったネタが多い。
- 劇場近くのうどん屋でアルバイトをしていた（現在は閉店）2号店を出すから店長にならないかという打診もあったらしい（2007年12月8日放送分の「アグレッシブですけど、何か?」）。
- M-1グランプリには、よしもと広島の芸人と即席コンビを組み出場している（2006年、ランス39号と「ヤマカfeaturingランス39号」2018年、ハンガリアンと「ミラーボール」等）。
- 2016年12月より、汁なし担々麺専門店「楽」流川店の店長を務めていた[2]が、2020年6月20日閉店。その後、ふるさとの福山市に帰郷し、広島市には車を運転して劇場に通っている。福山市在住になったことからエフエムふくやま『藩飛礼と遠藤美和のとまらんトーク！!』によく出演している。

## 出演

### テレビ
- スナックコットン（2025年、広島ホームテレビ）

#### 過去
- Local★STAR ひらめっ娘学園（TSSテレビ新広島） 不定期出演
- 夜型人間(TSSテレビ新広島）
- アグレッシブですけど、何か?（広島ホームテレビ） レギュラー
- 街頭TV 出没!ひな壇団（2020年8月1日・9月5日、中国放送）
- 恋とか愛とか（仮） Episode47｢ヤバい女｣（2021年、広島ホームテレビ） - 岸田達也の上司 役
- 相席食堂（2022年3月8日、朝日放送）
- 全力投球!コットン100%（2024年、広島ホームテレビ）

### ラジオ
- バッキー守岡のウィークえんじゃ～（よしもと芸人いらっしゃ～い）（RCCラジオ）
- ハッピーのラッキーサタデー（FMちゅーピー）
- 広島すまいるパフェ(楽屋トーク水曜日）（FMちゅーピー）

### 配信
- 広島よしもとYouTubeチャンネル「広島よしもとブチチャンネル」（2020年 - ）木曜担当

### 舞台
- よしもと D-D.LIVE
- よしもと紙屋町劇場
- 広島よしもとブチLIVE（エディオン紙屋町ホール）